# Julius-Fučík-Denkmal (Berlin-Niederschönhausen)

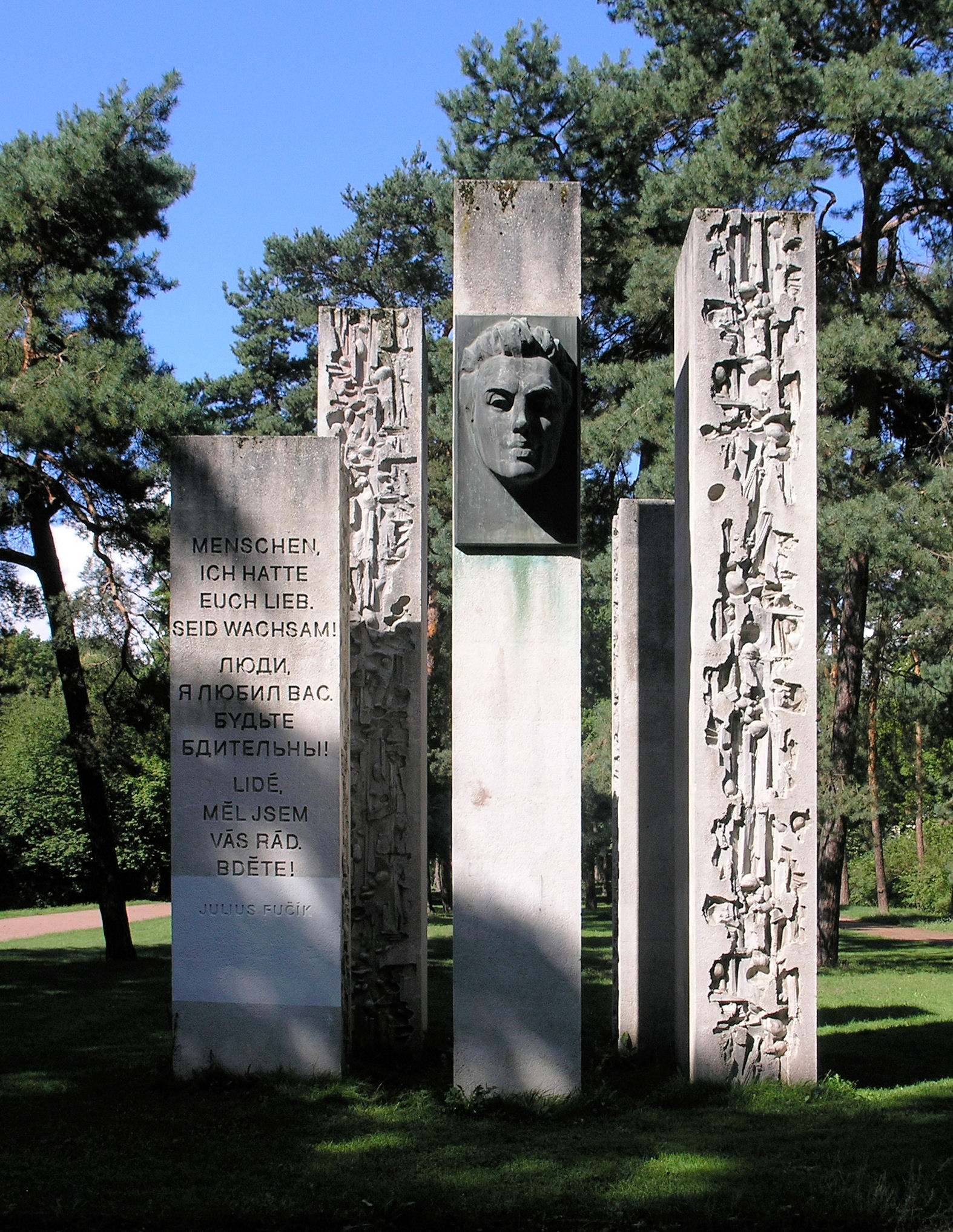
Julius-Fučík-Denkmal in Berlin-Niederschönhausen

Das Julius-Fučík-Denkmal (auch Gedenkstätte Julius Fučík) ist ein Denkmal und eine Gedenkstele im Ortsteil Niederschönhausen des Berliner Bezirks Pankow.

## Beschreibung
Das Denkmal des tschechischen Journalisten und Schriftstellers Julius Fučík steht im Bürgerpark Pankow nahe der Heinrich-Mann-Straße Ecke Cottastraße. Das Werk ist von Zdeněk Němeček und besteht aus fünf hohen Stelen. Sie zeigt eine Kopfplastik Fučíks und trägt vorn und an der rechten Seite die erste obenstehende folgende dreisprachige Inschrift: (deutsch: MENSCHEN, ICH HATTE EUCH LIEB. SEID WACHSAM!, russisch: ЛЮДИ, Я ЛЮБИЛ ВАС. БУДЬТЕ БДИТЕЛЬНЬІ!, tschechisch: LIDÉ, MĚL JSEM VÁS RÁD. BDĚTE!). Die Metalltafel ist rechts unten an der linken der beiden vorderen Säulen befestigt und beträgt folgende zweite Inschrift: Dieses Mahnmal wurde der Jugend der DDR und der Hauptstadt der DDR Berlin von der Jugend der ČSSR gewidmet. Das war ein Geschenk des Jugendverbandes der ČSSR zu den 10. Weltfestspielen im Jahr 1973 in Ost-Berlin.